# The Original Human Being
The Original Human Being (El Ser Humano Original o también BC #5) es el quinto álbum de estudio de la banda de rock Blue Cheer. Fue lanzado en 1970 a través del sello Philips Records y trae brevemente de regreso a la banda hacia sus raíces psicodélicas pero adentrándose al mismo tiempo hacia un rock todavía más comercial, el cual ciertamente tiene un sonido más variado y creativo que su disco antecesor, con canciones que incluso recurren al uso de instrumentos poco convencionales como secciones de viento y el sitar. Fue el último disco en haber alcanzado una posición en el Billboard 200, ubicándose en el puesto #188.
The Original Human Being trae a sus filas al guitarrista y compositor Gary Lee Yoder en reemplazo de Bruce Stephens. Yoder ya había aportado creatividad a la banda desde el álbum anterior, pues está acreditado como compositor en dos de sus canciones y en el presente álbum su contribución fue mucho más allá, fungiendo como compositor, productor, fotógrafo, guitarrista, arpista y cantante principal en la mayoría de las canciones, habiendo ayudado a componer temas destacados y de corte bluesero como "Pilot" y "Black Sun". Otra canción que también destaca en el álbum es el tema de rock psicodélico instrumental "Babaji (Twilight Raga)" por su uso protagónico del sitar.
El disco fue publicado con dos variantes de portada diferentes, es la primera producción que no cuenta con ningún cover y nuevamente la participación compositiva de Dickie Peterson se vio muy reducida, limitándose a sólo dos canciones y su protagonismo pasa definitivamente a un segundo plano, cantando en solamente tres canciones.

## Listado de canciones

### Lado A
| N.º   | Título                           | Escritor(es)                | Duración |  |
| 1.    | «Good Times Are So Hard To Find» | Housman, Mayell             | 3:22     |  |
| 2.    | «Love Of A Woman»                | Dickie Peterson             | 4:34     |  |
| 3.    | «Make Me Laugh»                  | Ralph Burns Kellogg         | 5:04     |  |
| 4.    | «Pilot»                          | G. L. Yoder, G. R. Grelecki | 4:49     |  |
| 5.    | «Babaji (Twilight Raga)»         | Norman Mayell               | 3:47     |  |
| 21:36 |                                  |                             |          |  |

### Lado B
| N.º   | Título            | Escritor(es)                | Duración |  |
| 6.    | «Preacher»        | G. L. Yoder, G. R. Grelecki | 4:03     |  |
| 7.    | «Black Sun»       | G. L. Yoder, G. R. Grelecki | 3:30     |  |
| 8.    | «Tears By My Bed» | Ralph Burns Kellogg         | 2:04     |  |
| 9.    | «Man On The Run»  | Dickie Peterson             | 3:52     |  |
| 10.   | «Sandwich»        | G. L. Yoder, G. R. Grelecki | 5:02     |  |
| 11.   | «Rest At Ease»    | G. L. Yoder, G. R. Grelecki | 5:36     |  |
| 24:07 |                   |                             |          |  |

## Personal
- Gary Lee Yoder - Guitarra eléctrica, armónica, coros, arpa, voz principal (temas 1, 4-8, 10-11)
- Dickie Peterson - Bajo eléctrico, guitarra acústica, voz principal (temas 2, 3, 9)
- Ralph Burns Kellogg - órgano, piano, sintetizador, bajo, saxofón
- Norman Mayell - Batería, percusión, sitar, banjo

## Otros créditos
Arte y diseño
- Gary R. Grelecki (versión foto)
- Jullgan-Studio (versión ilustración)
- Desmond Strobel

Fotografía
- Bruce Steinheimer
- Gary Lee Yoder

A&R
- Bob Sarenpa